# Massacre de Lachine
Première Guerre intercoloniale
Guerres franco-iroquoises
Batailles
Baie d'Hudson
- Baie d’Hudson (1686)
- Fort Albany (1688)
- Fort Albany (1693)
- York Factory (1694)
- Baie d'Hudson (1697)

Québec et New York
- Lachine
- Schenectady
- Québec
- La Prairie
- Vallée Mohawk

Nouvelle-Angleterre, Acadie et Terre-Neuve
- Dover
- Pemaquid (1er)
- Salmon Falls
- Port Royal
- Fort Loyal
- Chedabucto
- York
- Wells
- Oyster River
- Baie de Fundy
- Pemaquid (2e)
- Chignectou
- Fort Nashwaak
- Terre-Neuve
- Haverhill

Le massacre de Lachine a été le massacre des colons de la Nouvelle-France par des Iroquois le 5 août 1689 à Lachine. Le nombre de victimes est incertain. Louis de Buade de Frontenac a rapporté 200 personnes tuées et 120 enlevées, et des recherches historiques ont confirmé 97 morts.

## Contexte
Le déploiement des Français vers l'Ouest au cours des années 1670 et des années 1680 empêchait les Iroquois d'avoir accès à de nouvelles sources de castors et menaçait la traite des fourrures de New York. La France et l'Angleterre étaient alors en paix, mais les colonies des deux puissances se méfiaient.
Du côté des Français, en « 1688, Callière va exposer à la Cour les plans qu'il a élaborés en vue de l'invasion de la Nouvelle-York ». En avril 1689, Frontenac est nommé gouverneur de la Nouvelle-France. Le 25 juin 1689, le roi Louis XIV a déclaré la guerre à l'Angleterre après que Guillaume III a  usurpé  le trône de Jacques II. « ...aidé par la tournure que prennent les événements d'Angleterre, le Gouverneur de Montréal a réussi à convaincre le ministre qu'il faut envahir New York. Frontenac revient en Amérique avec l'ordre de diriger l'opération, assisté de Callière, auteur des plans de campagne. »
Du côté des Anglais, pendant ce temps, les autorités de New York ont choisi de pousser les Iroquois, dont les relations avec la France sont déjà tendues, sur le sentier de la guerre.

### Guerre ou paix avec les Iroquois?

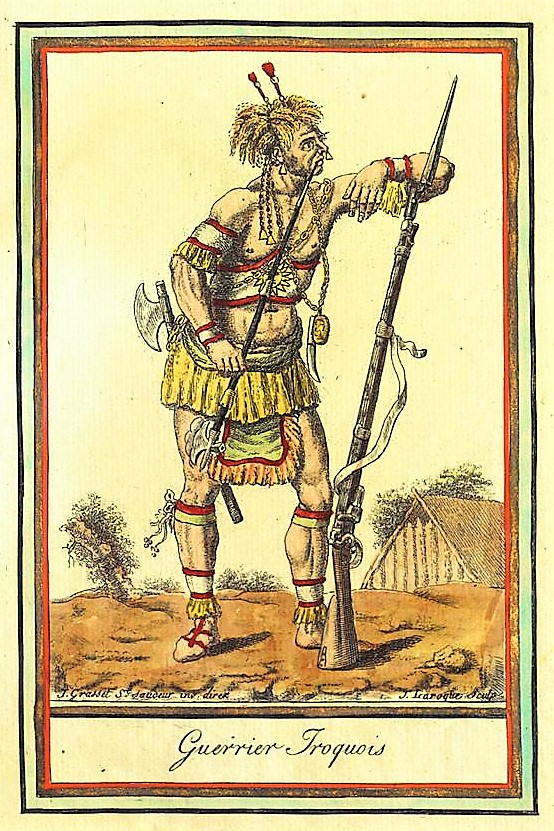

Les dirigeants de la Nouvelle-France ont hésité entre la guerre totale avec les Iroquois ou négocier une paix. Le gouverneur général était le marquis de Denonville. « Le 12 novembre 1685, M. de Denonville envoie un mémoire au roi,  « concernant l'état présent du Canada, et les mesures que l'on doit prendre pour la sûreté du pays », dans lequel il représente, qu'il faut exterminer les Iroquois ; qu'il est impossible de se fier à leur parole ; [...] que la guerre ne doit être déclarée que lorsque tout sera prêt, et qu'il s'y prépare secrètement, sans éveiller les soupçons des Iroquois; »
Denonville mena une expédition contre les Tsonnontouans en 1687. Dès son retour à Québec, il s'empressa d'envoyer en France 36 Iroquois, choisis parmi les 58 captifs. Lui et son prédécesseur La Barre avaient reçu l'ordre du roi de faire autant de prisonniers Iroquois que possible pour fournir les galères avec de robustes rameurs. Leur sort n'était pas aussi sévère que ce qu'on peut imaginer et était comparable à celui des soldats dans une armée. Le ministre avait aussi ordonné que les Iroquois reçussent un enseignement religieux, des rations supplémentaires et qu'on évitât de les enchaîner ou les raser. Denonville aurait préféré garder ces prisonniers comme otages à échanger lors d'un éventuel traité de paix.
En 1688, alors que la colonie du Canada ne comportait que 11 000 habitants, 1400 personnes (soldats et habitants) sont morts de la variole et de la rougeole, apportées par navire. Pour aggraver la situation, la guérilla iroquoise continuait. Incapable d'obtenir des renforts suffisants pour écraser les Iroquois, Denonville décida que la seule solution était de tenter de faire la paix. Pour ouvrir les négociations, Denonville renvoya quatre prisonniers Iroquois dans leurs villages pour inviter leurs chefs à une conférence.

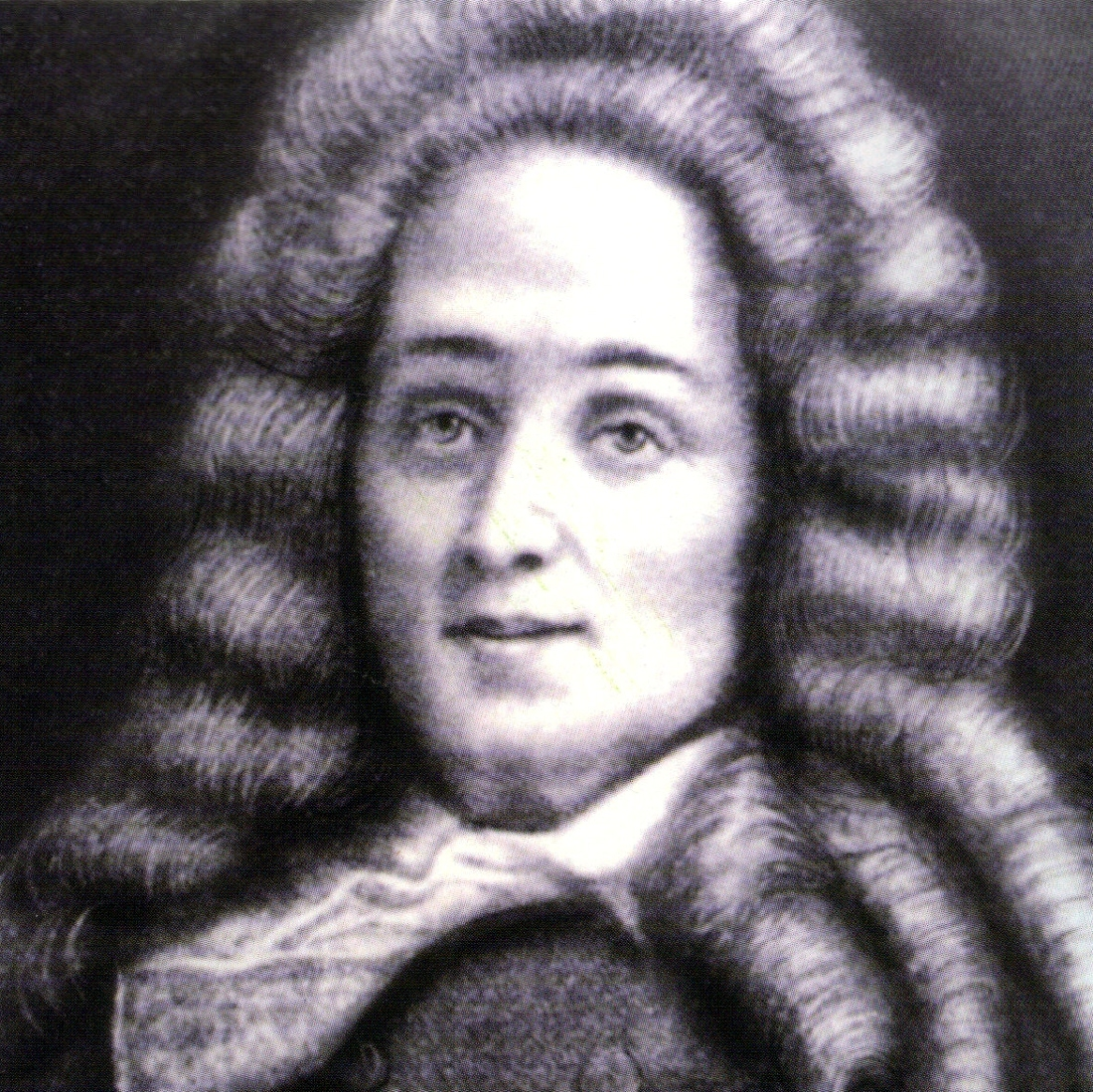
Chevalier Hector de Callière.

Les New-Yorkais soutennaient activement les Iroquois dans leur guerre contre les Français et leurs alliés. Le roi Jacques II, qui avait succédé à son frère Charles II d'Angleterre, déclara que les Iroquois étaient sujets anglais et qu'ils s'étaient reconnus comme tels devant les gouverneurs de Virginie et de New York en juillet 1684.  
« Dès le 27 février 1688, Thomas Dongan, gouverneur de la Nouvelle-York, demandait au marquis la remise des Iroquois prisonniers aux galères de France. »
Denonville décida d'envoyer Callière à Versailles afin d'obtenir des effectifs pour contrer les politiques agressives des dirigeants de New York, qui vociféraient que les Iroquois étaient des sujets anglais sous la protection de la Couronne.
Le cinquième gouverneur de New York et le premier gouverneur royal, Thomas Dongan, prétendaient que les Iroquois, en tant que sujets anglais, ne pouvaient s'engager dans des traités sans son consentement. Bien que Dongan eût tout fait pour empêcher cette conférence, le père Jacques de Lamberville persuada les Onondagas, les Cayugas et les Onneiouts d'envoyer leurs chefs à Montréal. Les ambassadeurs arrivèrent le 8 juin 1688. Les Français leur demandèrent alors s'ils étaient habilités à signer des traités, les Anglais prétendant le contraire. Leur porte-parole, Hotreouati, répondit que les Iroquois, ayant reçu leurs terres du Grand Esprit, ne reconnaissaient aucun maître, ni Anglais ni Français. La conférence aboutit sur une entente pour négocier une grande paix qui inclurait non seulement les Cinq Nations iroquoises mais aussi les Mohicans et les Sénécas. Denonville promit de faire revenir les Iroquois envoyés en France comme galériens, et une trêve fut déclarée.
Deux mois après la cessation des hostilités, les Onondagas, Onneiouts et Cayugas envoyèrent des ambassadeurs à Montréal pour fixer une date de ratification et annoncer que les Mohicans et Sénécas étaient d'accord pour signer la paix. En route vers Montréal, les ambassadeurs furent pris dans une embuscade des Hurons commandés par Kondiaronk, qui craignait que la paix entre Iroquois et Français eût entraîné la libération des guerriers, qui s'en seraient pris ensuite aux Hurons. Un ambassadeur Iroquois fut tué. Un autre reçut une balle de mousquet et se cassa le bras. Kondiaronk était astucieux, prétendait ne rien savoir des négociations de paix qui se déroulaient et déclara que c'était Denonville qui lui avait demandé de piéger les Iroquois. L'ambassadeur blessé réussit à s'enfuir mais fut repéré par la garnison du Fort Frontenac. À la suite du récit de l'ambassadeur, la garnison parvint à le convaincre que les Français n'y étaient pour rien. Ils pansèrent sa blessure et le renvoyèrent chez les Onondagas sous escorte. Il arriva juste à temps pour empêcher les guerriers de partir. Il communiqua avec les Cinq Nations pour préparer un voyage à Montréal afin de ratifier le traité de paix.
Pendant ce temps, un nouveau gouverneur arriva à New York, Sir Edmund Andros. Il convoqua les Iroquois pour discuter avec lui. Au lieu de partir vers Montréal, ils se dirigèrent à Albany.
Denonville l'apprit et s'en inquiéta. Il avait demandé le retour des galériens et qu'ils soient traités avec les meilleurs égards. Il attendait avec impatience le retour des bateaux pour prouver aux Iroquois la bonne foi des Français en leur montrant que leurs semblables n'étaient pas morts enchaînés, comme le prétendaient les Anglais. L'hiver, puis le printemps, puis l'été passèrent sans que les bateaux n'arrivent. En juin, trois navires marchands de Bordeaux et La Rochelle arrivèrent à Québec, mais n'apportèrent pas de dépêches de la Cour et, semble-t-il, rien sur la guerre. Au Canada, personne ne savait qu'il y avait eu une révolution en Angleterre et que la guerre avec la France avait été déclarée.
Lorsque les Iroquois apprirent que l'Angleterre et la France étaient en guerre, rien ne les arrêtait plus pour lancer toutes leurs forces sur le Canada. Auparavant, ils se battaient seuls, mais ils savaient qu'ils pouvaient maintenant compter sur le soutien de leurs alliés anglais. Selon l'historien W.J. Eccles, l'étincelle qui mit le feu aux poudres et déclencha le massacre de Lachine fut la saisie du trône d'Angleterre par Guillaume III d'Orange-Nassau.

### Vaudreuil relâche la garde

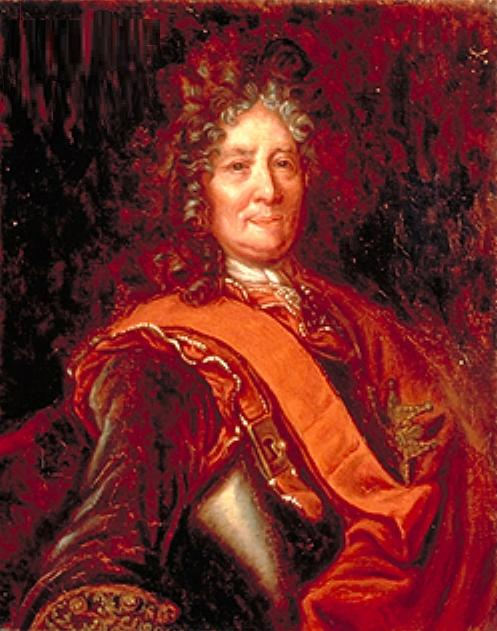
Philippe de Rigaud de Vaudreuil.

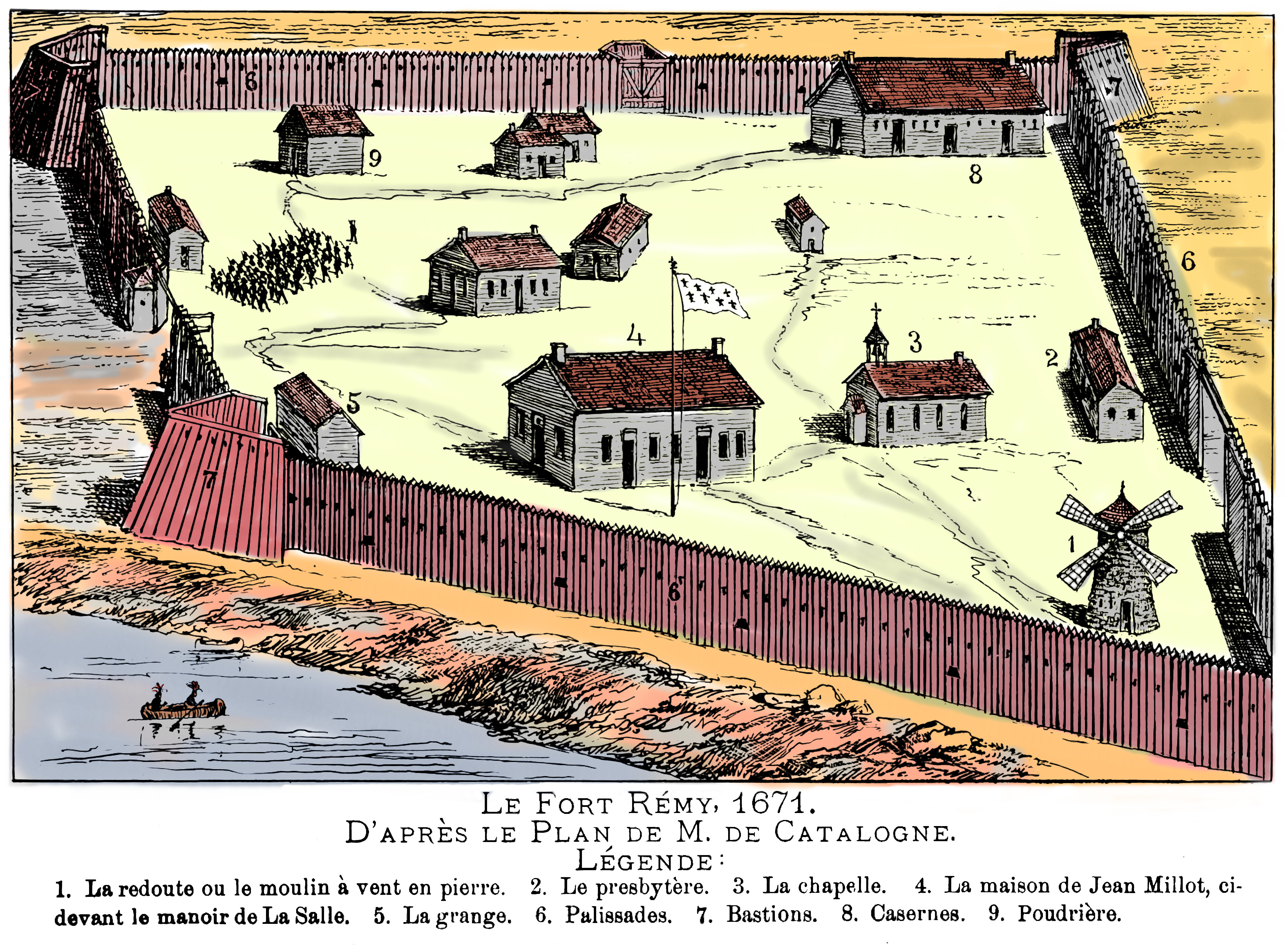
Le Fort Rémy (fort de la Chine jusqu'en 1680), en 1671.

« En l'absence des sieurs comte de Frontenac et du chevalier de Callière », le « sieur chevalier de Vaudreuil » fut élevé au troisième rang parmi les officiers supérieurs de la Nouvelle-France, sur ordre du roi, pour commander « au pays de Canada ». Ne percevant aucun signe d'hostilité de la part des Iroquois depuis plusieurs mois, Vaudreuil relâcha la garde en permettant aux habitants de rester sur leurs domaines le long des cours d'eau et non à l'abri dans des forts. Le 5 août 1689, toujours aucune nouvelle de la France, et tout semblait sans histoire.

## Attaque et contre-attaque

### Attaque
Le 5 août 1689, tôt le matin, durant une violente tempête de grêle, quelque 1 500 guerriers traversèrent le lac Saint-Louis sans être vus et se dispersèrent le long des domaines dans le canton de Lachine à l'ouest de Montréal. Ils attaquèrent la petite colonie, et, selon des comptes rendus fiables, tuèrent 24 colons sur place et en capturèrent de 70 à 90 autres. La férocité de l'attaque terrorisa les habitants de la région de Montréal. En effet, des tortures furent infligées aux villageois, et des rumeurs se répandirent faisant mention de cannibalisme. Durant la décennie qui suivit, les confrontations entre Français et Iroquois devinrent de plus en plus violentes, et les villages de la région de Montréal subirent plusieurs autres massacres du genre.

### Contre-attaque

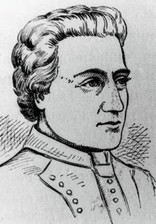
Daniel d'Auger de Subercase.

Vaudreuil fut chargé par Jacques-René de Brisay, sieur de Denonville de lancer une contre-attaque sur l'ennemi retranché en haut de l'île de Montréal. Ils partirent en campagne avec 300 hommes. Daniel Auger sieur de Subercase, un officier supérieur en position avancée sur le terrain, donna l'ordre de tomber sur l'ennemi. Vaudreuil, qui était à l'arrière, donna l'ordre contraire en déclarant qu'il avait pour mission de faire rentrer tout le monde dans les forts. Il « retient ses troupes au moment où elles vont traverser un bois pour déboucher sur le camp des Iroquois; les trois quarts de ceux-ci dorment pourtant, "morts yvres des eaux de vie qu'ils avoient pris chez les habitans", l'occasion s'offre d'en "tuer cinq ou six cents", pendant que Subercase, méprisant, en vient avec lui aux gros mots. »

### Vaudreuil rentre à Fort Rolland, des renforts tombent et les Iroquois célèbrent

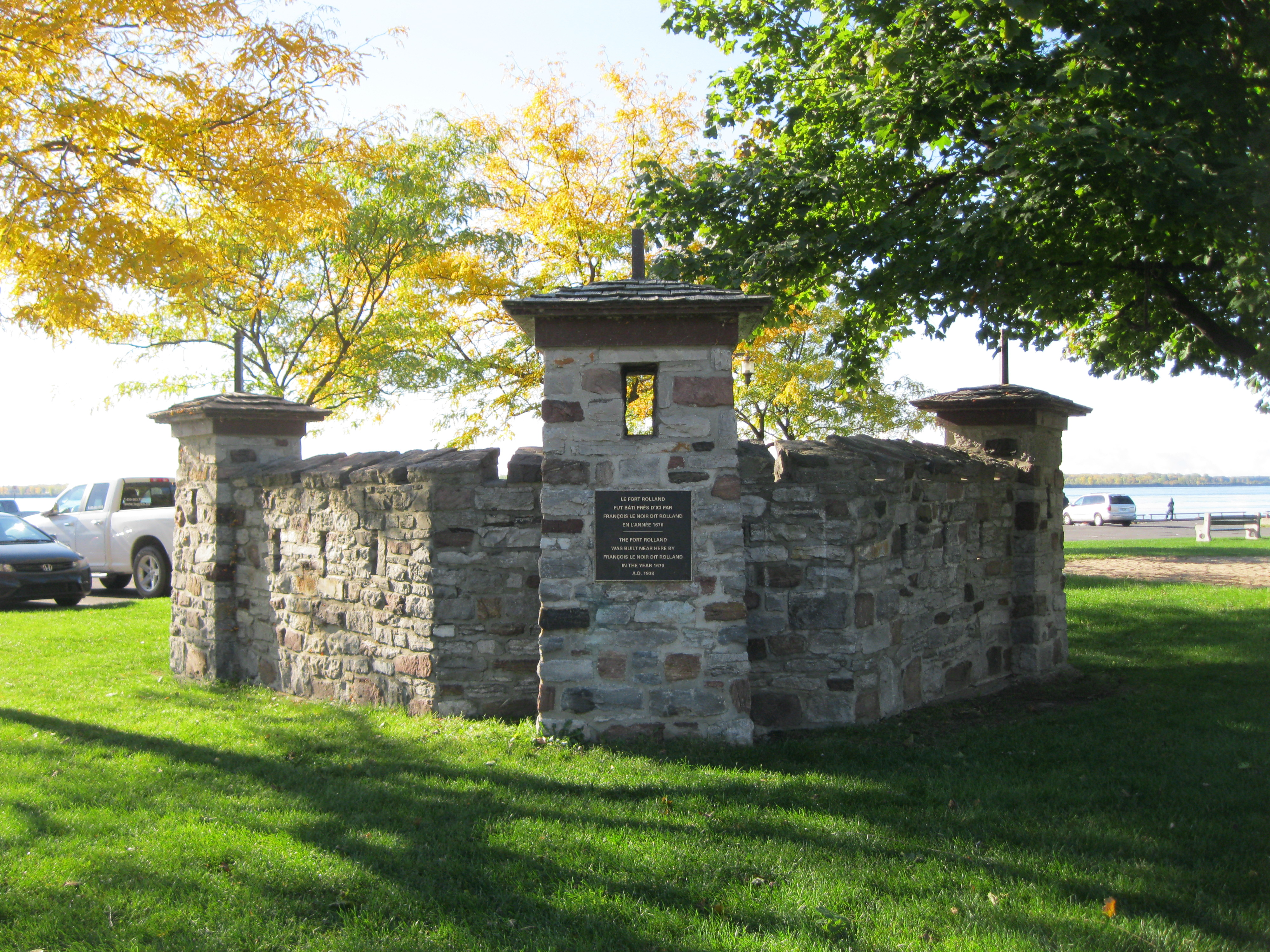
Fort Rolland, bastion construit par François Lenoir dit Rolland en 1669.

Revenu à Fort Rolland à Lachine, Vaudreuil demanda des renforts à Denonville qui lui envoya un détachement de 80 hommes commandés par le sieur de Rabeyre. Lorsqu'ils arrivèrent à portée de vue de Fort Rolland, ils tombèrent dans une embuscade des Iroquois et offrirent une forte résistance. Les officiers du fort demandèrent à Vaudreuil la permission de sortir pour attraper les Iroquois entre deux feux, mais Vaudreuil refusa de désobéir à ses ordres de rester dans le fort.
Du détachement de La Rabeyre, seuls un officier et une poignée d'hommes atteignirent une zone sûre. La plupart des autres furent capturés et quelques-uns tués, mais la plupart des captifs purent ensuite s'échapper. Les Iroquois se retirèrent avant la soirée sur la rive sud du lac Saint-Louis. A la nuit tombée, les garnisons stationnées dans les forts de Lachine pouvaient voir les faibles lueurs des feux sur l'autre rive du lac, et savaient que les Iroquois célébraient leur victoire en brûlant vifs certains prisonniers.
On apprit par la suite que les Iroquois avaient cuit et mangé cinq enfants. Ils destinèrent les autres au même sort à leur retour dans les villages des Cinq Nations. Mais plusieurs furent épargnés et renvoyés en Nouvelle-France.

### Sort des captifs
Sauf rares exceptions, on ne revit jamais les captifs. Au moins un des 60 colons enlevés en 1689 rentra de captivité près de 10 ans après les faits. Il s'agissait de Pierre Gautier dit Saguingoira. Son épouse Charlotte Roussel et lui avaient été enlevés par les Iroquois et furent longtemps donnés pour morts. Toutefois, un document de janvier 1698 décrit Pierre Gauthier comme « captif chez les iroquois nos ennemis ». On ignore la date exacte de sa libération, mais il signa comme témoin au mariage de son fils Joseph en août 1699. Charlotte Roussel mourut en captivité en 1698. Pierre Gautier dit Saguingoira décéda à Montréal le 5 décembre 1703,.

### Victimes
En 1886, l'abbé Cyprien Tanguay retraça le parcours de nouvelles victimes:

« Quelques victimes des Iroquois inhumées près des bords du lac Saint-Louis, en 1687, retrouvées en 1866. Des squelettes humains ayant été trouvés en 1866 par quelques cultivateurs propriétaires d'un terrain, situé sur les bords du lac Saint-Louis, au haut de l'île de Montréal, [...] Les dix personnes inhumées en ce lieu étaient des Français massacrés en 1687 par les Iroquois, et qu'un prêtre missionnaire M. l'abbé d'Urfé, sulpicien, « avaient inhumé proche le lieu destiné pour bâtir l'église Saint-Louis du haut de l'île Montréal ». Ayant reçu cette information, le curé de Sainte-Anne recommanda, le dimanche suivant,  aux prières de ses paroissiens les défunts, donnant les noms, les âges, et même la date de sépulture de chacun d'eux, et leurs « cendres réunies dans une même tombe, furent transportées dans l'église Sainte-Anne, où après un service solennel, elles reçurent de nouveau la sépulture ecclésiastique en présence de tous les paroissiens qui comptaient des ancêtres parmi ces infortunées victimes ». C'est dans les registres de Lachine, année 1687, que j'ai trouvé les actes de sépultures dont suivent les noms, savoir : »

| Nom              | âgé de |
| ---------------- | ------ |
| Claude DelaMothe | 40 ans |
| J.-Bte LeSueur   | 21 ans |
| Louis Jets       | 24 ans |
| Jean Vincent     | 45 ans |
| Jean DeLalonde   | 47 ans |
| Pierre Bonneau   | 35 ans |
| Pierre Perthuis  | 24 ans |
| Henri Fromageau  | 27 ans |
| Pierre Petiteau  | 20 ans |
| Pierre Camus     | 21 ans |

La Société d'histoire de Lachine a publié un numéro spécial de La Dépêche du fort Rolland, Lachine 1689. On y trouve les noms de victimes confirmées et présumées. Certaines des victimes trouvées en 1886 ne sont pas répertoriées dans la Dépêche du fort Rolland.

### Frontenac relate les faits au Ministre de la Marine

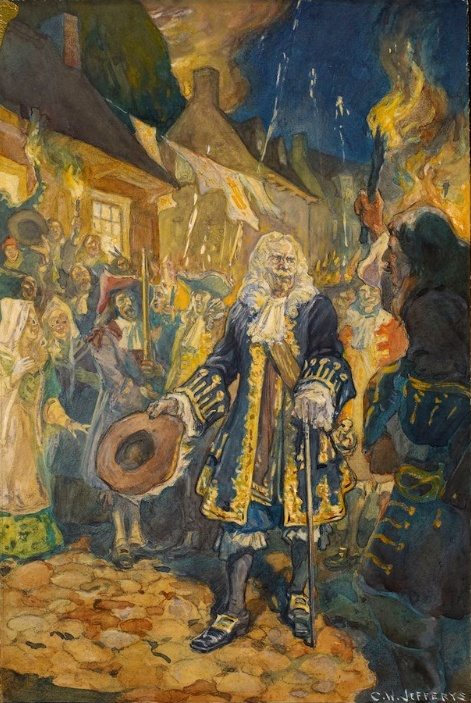
Frontenac accueilli en sauveur par la population inquiète à son retour de France en octobre 1689.

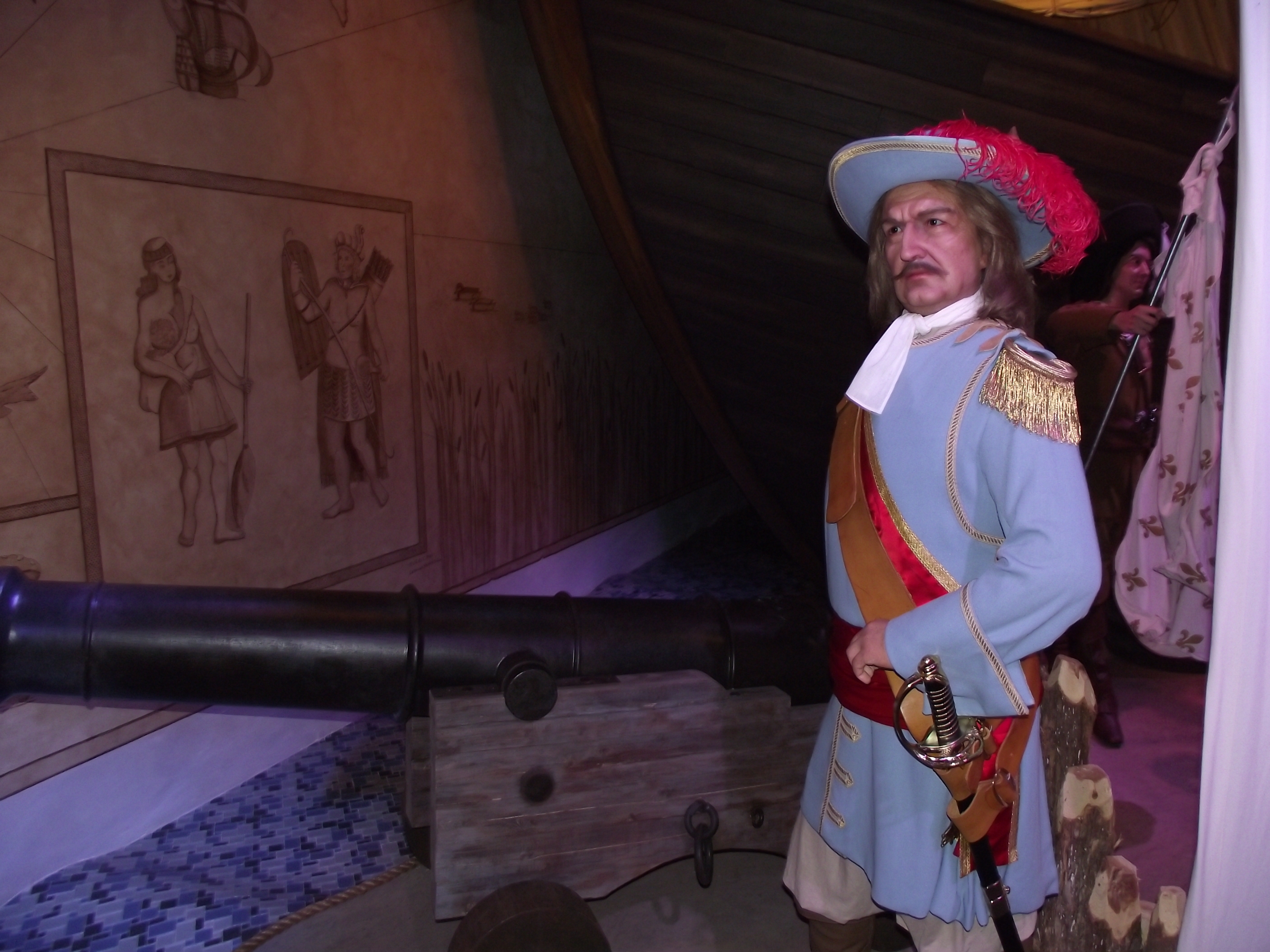
Frontenac, Musée Grévin Montréal

Frontenac et Callière n'accostèrent à Québec que le 12 octobre. Frontenac arriva à Montréal le 27 octobre, lorsqu'il se fit raconter le massacre de Lachine et les alarmes causées par les incursions iroquoises, et constata la consternation des habitants.
Le 15 novembre 1689, Frontenac écrit à Seignelay, Ministre de la Marine, :
« Il seroit difficile de vous représenter, Monseigneur, la consternation généralle que je trouvay parmy tous les peuples et l'abbattemens qui estois dans les troupes, les premiers n'éstaient pas encore revenus de la frayeur qu'ils avaient eue, de voir à leurs portes brusler touttes les granges et maisons qui étaient en plus de trois Lieue de pais dans le Canton qu'on appelle La Chine y enlever plus de six vingt  personnes, tant hommes, femmes qu'enfants, après en avoir massacré plus de 200 dont ils avaient cassé la tête aux Uns, Bruslé, rosty et mangé Les autres, ouvert Le Ventre des femmes grosses pour en arracher Les Enfants et fait des Cruautez inouis et sans Exemple. »
« Il serait difficile de vous représenter, Monsieur le Ministre, la consternation générale que je trouvai parmi toutes les agglomérations et la démoralisation des troupes, les premiers n’étaient pas encore revenus de la frayeur qu'ils ont eue, de voir à leur porte brûler toutes les granges et maisons qui étaient à plus de 10 km du canton de Lachine et enlever plus de 120 personnes, tant hommes, femmes qu'enfants, après en avoir massacré plus de 200 dont ils avaient cassé la tête aux uns, brûlé, rôti et mangé les autres, ouvert le ventre des femmes enceintes pour en arracher les enfants et fait des cruautés inouïes et sans pareil. »

## Conséquences
Après ce massacre, de nombreuses armes de fabrication anglaise furent retrouvées près des corps des Iroquois tués lors des combats. Un désir de vengeance s'empara de la population, malgré le traumatisme du tragique évènement de Lachine et la crainte de nouvelles attaques iroquoises en ce temps de guerres franco-iroquoises.
Dans le cadre de la Première guerre intercoloniale, un projet d'expédition sur New York était à l'étude. « En 1689, cependant, loin de pouvoir prendre l'offensive, le Canada se voit terrassé par le massacre de Lachine, paralysé par la terreur. ». Le 13 novembre de la même année, les Iroquois recommencèrent, cette fois sur la rive nord, à Lachenaie.
Une expédition militaire était en préparation contre les colonies anglaises. Le 8 février 1690 se déroula le raid contre Corlaer pour répondre à celui contre Lachine.

## Interprétation
Le contexte historique était celui des successeurs de Frontenac comme gouverneur, alors que les Iroquois se montraient menaçants envers les habitants de la colonie. Le premier successeur, de La Barre, n'était pas à la hauteur militairement. Après un an de mandat, il fut remplacé par Denonville, dont les actions eurent pour résultat d'enrager les tribus iroquoises au lieu de les intimider. Le massacre de Lachine était donc vu comme le résultat de cette administration. « Le 24 septembre 1689, M. de Denonville écrivait que l'envoi des prisonniers en France avait beaucoup contribué à irriter les Iroquois contre les Français. Il parlait en connaissance de cause, puisqu'il avait sous les yeux le massacre de Lachine et tous les ravages des Iroquois sur tout le gouvernement de Montréal. »
Dans un ouvrage publié en 2008, l'historienne Louise Dechêne déplore le peu de place que les historiens ont fait au cycle de violence et de guerre larvée, qui s'est amorcé avec le massacre de Lachine et qui s'est poursuivi au moins jusqu'en 1693. « Personne n'a encore fait le compte des victimes de cette guerre », écrit-elle, « et la tendance actuelle, chez les historiens et démographes québécois est de minimiser les pertes et de rejeter les estimations des contemporains dès qu'elles sont un tant soit peu élevées. Un article récent ramène les 200 morts et blessés du sac de Lachine à quelques dizaines (…) »
Selon elle, les décomptes effectués à partir des documents d'archives sous-estiment la mortalité réelle enregistrée à Montréal et aux alentours à partir de 1689. Elle croit que les documents d'état-civil sont incomplets : « Faut-il rappeler que ceux qui meurent dans les guerres ne sont presque jamais enterrés dans le cimetière paroissial et que les victimes des raids iroquois ne font pas exception ? » Elle pense que les pertes humaines chez les hommes, le groupe le plus exposé auraient pu être de 250 à 300 individus, soit le dixième de la population mâle de la colonie.